# عملية الحلوى البيضاء
عملية الحلوى البيضاء هي سلسلة من 44 تجربة نووية أجريت (باستثناء تجربة واحدة) في موقع اختبار نيفادا بين عامي 1961 و 1962 بعد أن ألغى الاتحاد السوفيتي وقف التجارب النووية.
كانت معظم الاختبارات عبارة عن لقطات اختبار تحت الأرض محدودة. على ان يتم تطوير تصميمات جديدة في الاختبارات الجوية خلال عملية دومينيك.